# Rob van Holten
Rob van Holten (Amsterdam, 31 oktober 1955) is samen met Leon Struijk de grondlegger van het vervoerbedrijf Qbuzz.

## Loopbaan
Van Holten was van 1 januari 2002 tot 1 januari 2008 vicevoorzitter van de raad van bestuur van het openbaarvervoerbedrijf Connexxion. Nadat bekend was geworden dat Connexxion in handen kwam van het Franse Transdev, stapte hij op en kreeg hij een vertrekbonus van 821.000 euro mee, die door de Nederlandse staat betaald werd. Met dit geld besloot hij in april 2008 een nieuwe busmaatschappij Qbuzz op te zetten. Op 1 april 2014 werd Van Holten voorzitter van HTM Personenvervoer.